# Nièvre (dopływ Loary)
Nièvre – rzeka we Francji, przepływająca przez teren departamentu Nièvre, o długości 49,6 km. Stanowi prawy dopływ rzeki Loary.